# Game Jackal
Game Jackal ist eine Emulationssoftware für Microsoft Windows, mit deren Hilfe die meisten aktuellen Computerspiele ohne das Vorhandensein des Original-Datenträgers gestartet werden können. Nachdem bereits fast 3 Jahre keine Updates veröffentlicht wurden, wurde die Entwicklung im März 2016 mit Schließung der Firma SlySoft eingestellt.

## Funktionsweise
Im Gegensatz zu anderen Emulationsprogrammen wie Virtual CD, Alcohol 120% oder DAEMON Tools erstellt Game Jackal keine möglichst genauen virtuellen 1:1-Abbildungen des Original-Datenträgers, sondern emuliert lediglich diejenigen Teile, die während des Programmlaufs normalerweise von der CD bzw. DVD gelesen würden. Da heutige Computerspiele in der Regel komplett auf der Festplatte installiert werden müssen und der Original-Datenträger nur von der Kopierschutzroutine auf Authentizität überprüft wird, genügt hierfür meist die Emulation weniger Sektoren. Anders als bei virtuellen 1:1-Abbildern, deren Größe in etwa der auf dem Original-Datenträger gespeicherten Datenmenge entspricht, sind von Game Jackal erzeugte Abbilder deshalb meist nur wenige Kilobyte groß.

## Anwendungsgebiet
Der Zweck von Game Jackal ist vorrangig die bequemere Verwaltung der eigenen Spielesammlung, da durch die Software das Heraussuchen und häufige Wechseln von Datenträgern entfällt. Obgleich heutige gepresste CDs und DVDs relativ robust sind, ist die Tatsache, dass die Datenträger durch Einsatz des Programms geschont werden können, nicht zu unterschätzen. Die Hersteller haben diverse Maßnahmen getroffen, die sicherstellen sollen, dass Game Jackal nicht für Softwarepiraterie missbraucht wird. So enthält das Produkt keine Routinen, die den Kopierschutz von Computerspielen entfernen können. Um also eine funktionierende Emulation des Original-Datenträgers zu erstellen, muss dieser überhaupt vorliegen. Weiterhin erhält jede Installation des Programms einen individuellen sogenannten Profilschlüssel, der sich nicht ohne Weiteres ändern lässt. Game Jackal akzeptiert nur Emulationsabbilder, die mit dem eigenen gespeicherten Profilschlüssel erstellt wurden. Auf diese Weise ist sichergestellt, dass die Abbilddatei auf jedem Computer unter Verwendung des Original-Datenträgers neu erzeugt werden muss und es nicht möglich ist, einmal erstellte Abbilder zwischen verschiedenen Computern auszutauschen. Trotz dieser Vorkehrungen sind der Vertrieb und die kommerzielle Nutzung des Programms in Ländern, in denen das sogenannte „Umgehen technischer Schutzvorrichtungen“ verboten ist (z. B. Deutschland), wahrscheinlich nicht erlaubt.

## Vertrieb
Bis Ende des Jahres 2006 wurde Game Jackal von der australischen Firma „Jacal Consulting Pty.“ entwickelt und vertrieben. Im Angebot waren drei im Funktionsumfang geringfügig unterschiedliche Versionen mit den Bezeichnungen Game Jackal, Game Jackal Professional und Game Jackal Enterprise Edition. Aufgrund einer Änderung des australischen Urheberrechts musste die Firma den Verkauf des Produktes Anfang des Jahres 2007 einstellen. Die im karibischen Inselstaat Antigua und Barbuda ansässige Firma SlySoft erwarb daraufhin sämtliche Rechte an dieser Software und nahm sie in ihre Produktpalette auf. Nach einer mehrmonatigen Pause, die zur Weiterentwicklung und Anpassung erforderlich war, ist Game Jackal seit Juni 2007 wieder verfügbar und wurde von SlySoft bis zu dessen Schließung im März 2016 verkauft und betreut.
Neben Game Jackal Pro für Einzelplatzrechner bot die Firma SlySoft auch Game Jackal Enterprise für die Bereitstellung von Computerspielen im Netzwerk an. Diese Version besteht aus einem Servermodul, mit dem die Abbilder erzeugt und verwaltet werden, und beliebig vielen, einzeln zu lizenzierenden Klientmodulen, die auf den gewünschten Arbeitsrechnern installiert werden und ausschließlich den Lesezugriff auf Abbilder ermöglichen. Game Jackal Enterprise wendet sich hauptsächlich an Internet-Cafés und Firmenkunden, da beim Erstkauf mindestens fünf Klientmodule lizenziert werden müssen. Die Erweiterung auf weitere Arbeitsplätze war während der Vertriebszeit durch Zukauf weiterer Klientmodule jederzeit möglich.
Nach der Schließung von SlySoft im März 2016 gab der Nachfolger Red Fox bekannt, dass Game Jackal nicht weiterentwickelt und zukünftig nicht mehr vertrieben wird. Die zuletzt veröffentlichte Version vom Oktober 2013 kann auf der Homepage von Red Fox als „End-of-Life“-Produkt heruntergeladen werden, die Freischaltung zur Vollversion ist jedoch nur mit einem bereits vorhandenen Lizenzschlüssel möglich.

## Weitere Funktionen
Das Programm besitzt eine offene Plug-in-Schnittstelle und kann daher im vom Hersteller vorgesehenen Rahmen um weitere Funktionen erweitert werden. So entstand etwa die Möglichkeit, auch (sehr kleine) Abbilder nicht kopiergeschützter Computerspiele anzulegen und somit tatsächlich die komplette Spielesammlung über die Oberfläche von Game Jackal verwalten zu können.